# Umaia Ataei
Umaia Ataei är en ö i Kiribati.   Den ligger i örådet Tabiteuea och ögruppen Gilbertöarna, i den sydöstra delen av landet, 400 km sydost om huvudstaden Tarawa. Arean är 0,88 kvadratkilometer.
Terrängen på Umaia Ataei är mycket platt. Öns högsta punkt är 14 meter över havet. Den sträcker sig 2,3 kilometer i nord-sydlig riktning, och 1,3 kilometer i öst-västlig riktning.
Följande samhällen finns på Umaia Ataei:
- Taku Village